# Nekrolog 1506
Nekrolog
◄◄
| ◄
| 1502
| 1503
| 1504
| 1505
| 1506 | 1507 | 1508 | 1509 | 1510 | ► | ►►
Weitere Ereignisse | Allgemeiner Nekrolog 1506
Die Beschreibung der verstorbenen Person sollte so kurz wie möglich gehalten sein und nur deren signifikante Tätigkeit(en) enthalten.
Neue Namen ggf. auch unter dem Geburts- und Sterbedatum, also etwa unter 1. Januar und im Geburts- und Sterbejahr (2024) eintragen (nur bei entsprechender großer Wichtigkeit). Für Beispiele siehe die schon vorhandenen Artikel.
Außerdem über die fünf zuletzt Verstorbenen, zu denen es einen ausreichend guten Artikel für eine Präsentation auf der Hauptseite gibt, nach der todesbedingten Überarbeitung der Artikel ggf. auch unter Wikipedia Diskussion:Hauptseite informieren und sie am besten auch in den anderen Wikipedia-Sprachversionen eintragen. Tipp: Regelmäßig bei news.google.de nach „ist tot“, „gestorben“ oder „verstorben“ suchen.
Wenn eine Person gestorben ist, gibt es viele Seiten zu dieser Person in der Wikipedia, die davon auch betroffen sind und entsprechend aktualisiert werden müssen. Beispiele: Namenübersichtsseite, Geburtsjahr, Geburtsort-Seiten und viele mehr.
Wie finde ich die betroffenen Seiten?
Im Suchfeld auf der linken Seite gibt man den Suchbegriff so ein: „Vorname Nachname“. Dann klickt man auf Volltext und alle Seiten mit entsprechendem Suchtext werden aufgerufen. Hier sieht man dann schnell, wo auch das Todesjahr Sinn macht oder sogar ein Teil des Artikels angepasst werden muss. Auch hilft das „Werkzeug“ auf der linken Seite sehr gut, um solche Seiten aufzufinden: „Links auf diese Seite“. Somit ist die Wikipedia wieder aktuell in allen Bereichen! Hinweis: bei Eintragung der Kategorie „Gestorben JAHR“ wird der Missbrauchsfilter 49 ausgelöst, was jedoch nicht schlimm ist. Siehe: Spezial:Missbrauchsfilter/49
Dies ist eine Liste von im Jahr 1506 verstorbenen bekannten Persönlichkeiten. Die Einträge erfolgen innerhalb der einzelnen Daten alphabetisch sortiert. Tiere sind im Nekrolog für Tiere zu finden.

## Januar
| Tag        | Name            | Beruf, bekannt als                           | Alter | Beleg |
| ---------- | --------------- | -------------------------------------------- | ----- | ----- |
| 21. Januar | Johann IV. Roth | Bischof von Lavant, Fürstbischof von Breslau | 79    |       |

## März
| Tag      | Name         | Beruf, bekannt als                     | Alter | Beleg |
| -------- | ------------ | -------------------------------------- | ----- | ----- |
| 21. März | Hans Haunold | schlesischer Großhändler und Politiker |       |       |

## April
| Tag       | Name                   | Beruf, bekannt als                                                   | Alter | Beleg |
| --------- | ---------------------- | -------------------------------------------------------------------- | ----- | ----- |
| 30. April | Johannes Kaltenmarkter | römisch-katholischer Geistlicher, Theologe und Rechtswissenschaftler |       |       |

## Mai
| Tag     | Name                       | Beruf, bekannt als                                                          | Alter | Beleg |
| ------- | -------------------------- | --------------------------------------------------------------------------- | ----- | ----- |
| 2. Mai  | Johann Steinwert von Soest | Sänger und Dichter                                                          |       |       |
| 15. Mai | Johannes Burckard          | Protonotar des Heiligen Stuhls und Zeremonienmeister an der römischen Kurie |       |       |
| 20. Mai | Christoph Kolumbus         | Seefahrer                                                                   |       |       |

## Juli
| Tag      | Name                        | Beruf, bekannt als                                                                          | Alter | Beleg |
| -------- | --------------------------- | ------------------------------------------------------------------------------------------- | ----- | ----- |
| 1. Juli  | Matthias Rejsek             | tschechischer Architekt der Gotik                                                           |       |       |
| 18. Juli | Elogius Kiburger            | Schweizer katholischer Geistlicher und Chronist                                             |       |       |
| 22. Juli | Francisco Lloris y de Borja | Kardinal der katholischen Kirche                                                            |       |       |
| 26. Juli | Anna Schenk von Landegg     | Schweizer Äbtissin                                                                          |       |       |
| 26. Juli | Anne de Foix-Candale        | französische Prinzessin aus dem Haus Grailly und durch Heirat Königin von Böhmen und Ungarn |       |       |

## August
| Tag        | Name                       | Beruf, bekannt als                                       | Alter | Beleg |
| ---------- | -------------------------- | -------------------------------------------------------- | ----- | ----- |
| 15. August | Alexander Agricola         | franco-flämischer Komponist und Sänger                   |       |       |
| 16. August | Dietrich II. Arndes        | Bischof von Lübeck                                       |       |       |
| 19. August | Alexander                  | Großfürst von Litauen (1492) und ab 1501 König von Polen | 45    |       |
| 20. August | Albrecht von Pfalz-Mosbach | Bischof von Straßburg                                    | 65    |       |
| 26. August | Sesshū Tōyō                | japanischer Zen-Mönch und Maler                          |       |       |
| 28. August | Johannes von Thun          | Bischof von Schwerin                                     |       |       |

## September
| Tag           | Name                           | Beruf, bekannt als                                                           | Alter | Beleg |
| ------------- | ------------------------------ | ---------------------------------------------------------------------------- | ----- | ----- |
| 1. September  | Johannes Osthusen              | deutscher Jurist, Syndicus der Hansestadt Lübeck und Domherr am Lübecker Dom |       |       |
| 6. September  | Francesc de Castellví i de Vic | valencianischer Poet, Minister und königlicher Verwalter                     |       |       |
| 13. September | Andrea Mantegna                | italienischer Maler und Kupferstecher                                        |       |       |
| 23. September | Johannes Kerer                 | Weihbischof in Augsburg                                                      |       |       |
| 25. September | Philipp I.                     | spanischer König aus dem Hause Habsburg                                      | 28    |       |
| 29. September | Juan de Castro                 | Kardinal der katholischen Kirche                                             | 75    |       |

## Oktober
| Tag         | Name                     | Beruf, bekannt als | Alter | Beleg |
| ----------- | ------------------------ | ------------------ | ----- | ----- |
| 20. Oktober | Adolf von Limburg-Styrum | Adliger            |       |       |

## November
| Tag          | Name                      | Beruf, bekannt als                             | Alter | Beleg |
| ------------ | ------------------------- | ---------------------------------------------- | ----- | ----- |
| 12. November | Friedrich VI. von Dalberg | deutscher Ritter, Bürgermeister von Oppenheim  | 47    |       |
| 20. November | Yeonsangun                | zehnter König der koreanischen Joseon-Dynastie | 29    |       |
| 21. November | Engelbert von Kleve       | Graf von Nevers und Eu                         | 44    |       |

## Datum unbekannt
| Tag | Name                          | Beruf, bekannt als                                                                       | Alter | Beleg |
| --- | ----------------------------- | ---------------------------------------------------------------------------------------- | ----- | ----- |
|     | Nicolaus Báthory              | ungarischer Bischof                                                                      |       |       |
|     | Georg I. zu Castell           | deutscher Landesherr                                                                     |       |       |
|     | Hans Dorn                     | österreichischer Dominikaner, Schöpfer von Sonnenuhren und astronomischen Instrumenten   |       |       |
|     | Chödrag Gyatsho               | siebter Lama in der Inkarnationsreihe der Karmapas                                       |       |       |
|     | Georg Fugger                  | deutscher Kaufmann der Fugger-Familie                                                    |       |       |
|     | Otto von Harras               | Propst in Nordhausen und Domherr in Meißen                                               |       |       |
|     | Wulf Isebrand                 | kämpfte 1500 in der Schlacht bei Hemmingstedt                                            |       |       |
|     | Johann IV.                    | Herzog von Ratibor                                                                       |       |       |
|     | Konrad III.                   | Graf von Tübingen, Herr zu Lichteneck                                                    |       |       |
|     | Lachen Künga Gyeltshen        | Gelehrter der Kadam-Tradition des tibetischen Buddhismus                                 |       |       |
|     | Jacob ben Jechiel Loans       | Leibarzt Friedrichs III.                                                                 |       |       |
|     | Nikolaus VI.                  | Herzog von Ratibor                                                                       |       |       |
|     | Johannes von Plieningen       | Generalvikar des Bischofs von Worms und Verfasser der Biographie des Humanisten Agricola |       |       |
|     | Riccardo Quartararo           | italienischer Maler                                                                      |       |       |
|     | Kaspar von Rogendorf          | kaiserlicher Rat und Heerführer                                                          |       |       |
|     | Marcantonio Sabellico         | italienischer Historiker und Bibliothekar                                                |       |       |
|     | Sancha von Aragon             | uneheliche Tochter des Königs Alfons II.                                                 |       |       |
|     | Johann Schenk zu Schweinsberg | hessischer Marschall, Reichsrat, Ritter vom Heiligen Grab                                |       |       |
|     | Arnold Segeberg               | deutscher Rechtswissenschaftler                                                          |       |       |